# Exidmonea foresti
Exidmonea foresti är en mossdjursart som först beskrevs av Buge 1979.  Exidmonea foresti ingår i släktet Exidmonea och familjen Tubuliporidae. Inga underarter finns listade i Catalogue of Life.